# Муканова, Роза Кажыгалимовна
Роза Кажыгалимовна Муканова (каз. Роза Қажығалымқызы Мұқанова; род. 14 октября 1964, Аксаковка, Абайская область) — казахская писательница, драматург, сценаристка, заслуженный деятель Казахстана (2012). Лауреат Государственной премии РК в области литературы и искусства имени Абая (2020), Международной литературной премии «Алаш» (2002).
Муж — Аким Тарази, писатель, драматург.

## Биография
Родилась 14 октября 1964 года в селе Аксаковка Урджарского района Семипалатинской области.
Отец — Муканов Кажыгалым Кажыбайулы (1938—?) — советский и казахский писатель, школьный педагог, отличник народного просвещения Казахской ССР, ветеран труда.
В 1987 году окончила факультет журналистики Казахского национального университета им. Аль-Фараби.
После университета работала в отделе литературы и искусства Центрального музея.
С 1989 года — работала главным редактором переводческой коллегии Союза писателей Казахстана.
С 2007 года — работала ответственным сотрудником в Министерстве информации РК, главным аналитиком секретариата Сената Парламента Республики Казахстан.
В настоящее время — преподаватель, профессор факультета театрального кино телевидения кафедры искусствоведения Казахского национального университета искусств (город Астана).

## Награды и звания
- Лауреат Республиканского конкурса драматургов (вторая премия за пьесу «Царство кошек») и конкурса фонда «Дегдар» (вторая премия за пьесу «Муза»).;
- 1989 — Литературная премия имени Толегена Айбергенова;
- 1996 — Премия Союза Молодёжи Казахстана за пьесу «Мәңгілік бала бейне»;
- 2002 — Международная литературная премия Союза писателей Казахстана «Алаш» за сборник драматических рассказов «Құдірет-Кие».;
- 2011 — Международная золотая медаль имени Франца Кафки — за значительный вклад в развитие мировой литературы.;[1][2]
- 2012 — Указом Президента Республики Казахстан награждена почётным званием «Заслуженный деятель Республики Казахстана» за большой вклад в национальную литературу.;[3]
- 2015 — Почётный знак «За заслуги в развитии культуры и искусства» (26 ноября 2015 года, Межпарламентская ассамблея СНГ) — за значительный вклад в формирование и развитие общего культурного пространства государств — участников Содружества Независимых Государств, в реализацию идей сотрудничества в сфере культуры и искусства.;[4][5]
- 2016 — Медаль «25 лет независимости Республики Казахстан»;
- 2018 — Юбилейная медаль «20 жыл Астана» (20 июня);
- 2018 — Нагрудный знак «Отличник культуры»;
- 2019 — Национальная театральная премия «Сахнагер» в номинации «Лучший драматург».;[6][7]
- 2019 — Благодарственное письмо Президента Республики Казахстан со вручением нагрудного знака «Алтын Барыс» — за значительный вклад в воспитание молодёжи в духе патриотизма, развитие литературы и культуры. (14 октября 2019 года, Акорда);
- 2020 (8 декабря) — Государственная премия Республики Казахстан в области литературы и искусства имени Абая за сборник драматических произведений «Сарра».;[8]
- 2021 — Медаль «30 лет независимости Республики Казахстан»;
- 2023 (14 октября) — Указом президента награждена орденом «Курмет» (награда вручена из рук президента);

## Научные, литературные труды
Автор сборников рассказов «Жарық дүние» (1994), «Дүние кезек» (1997), «Құдірет-Кие» (2000) и драматических повестей.
В 2001 году впервые была переведена на казахский язык её книга Рабгузи «Қисса-сүл-Әнбий-я».
В 1996 году в Казахском государственном академическом театре им. М. Ауэзова была поставлена пьеса «Мәңгілік бала бейне». Спектакль по её пьесе «Мәңгілік бала бейне» с неизменным аншлагом идёт в Национальном академическом драматическом театре им. М. Ауэзова. По рассказу Розы Мукановой снят ныне всемирно известный фильм «Молитва Лейлы». Поставил картину С. Нарымбетов.